# Pietro Genovesi
Pietro Genovesi (ur. 27 czerwca 1902 w Bolonii, zm. 5 sierpnia 1980 tamże) – włoski piłkarz. Brązowy medalista olimpijski z Amsterdamu.
Był wieloletnim piłkarzem Bologna FC, gdzie grał w latach 1919-1933. Był mistrzem Włoch w 1925 i 1929. W reprezentacji Włoch po raz pierwszy zagrał w 1921 w meczu z Francją. W 1928 znalazł się w składzie brązowych medalistów igrzysk w Amsterdamie, wystąpił w jednym meczu turnieju. Ostatni raz zagrał w 1929, łącznie rozgrywając 10 spotkań w kadrze.